# Tom et Jerry au Far West
Série Tom et Jerry
Pour plus de détails, voir Fiche technique et Distribution.
Tom et Jerry au Far West, (anglais : Tom and Jerry : Cowboy Up!) est un film d’animation américain de 2022 mettant en vedette Tom et Jerry, produit par Warner Bros. Animation. C’est le premier film d’animation direct-to-video de Tom et Jerry en cinq ans depuis Tom et Jerry au pays de Charlie et la chocolaterie de 2017, et une suite de la série de films. Il a été présenté en première sur DVD et en version numérique le 25 janvier 2022.

## Fiche technique
Sauf indication contraire, les informations mentionnées dans cette section peuvent être confirmées par la base de données cinématographiques IMDb,  présente dans la section « Liens externes ».
- Titre original : Tom and Jerry: Cowboy Up!
- Titre français du film : Tom et Jerry au Far West
- Réalisation : Darrell Van Citters
- Scénario : Will Finn (histoire), William Waldner (téléfilm), William Hanna
- Producteur : Kimberly S. Morceau, Ashley Postlewalte, Darrell Van Citters
- Musique : Vivek Maddala
- Montage : Michael D'Ambrosio
- Société de production : Turner Entertainment, Warner Bros. Animation, Renegade Animation
- Société de distribution : Warner Bros. Home Entertainment
- Directeur de production : Derek Kedell
- Directeur assistant : Edwin Poon
- Casting : Agnès Kim, Sarah Nounan
- Opérateur de machine d'enregistrement
- Type de film : Long métrage
- Genre : Téléfilm d'animation[7]
- Département artistique : Dean Burk
- Peintre de fond : Marisa Torres
- Pays de production :  États-Unis
- Langue d'origine : Anglais
- Date de sortie :
  - États-Unis : 25 janvier 2022
  - France : 2022
  - Royaume-Uni : 24 janvier 2022

## Distribution

### Voix originales
- William Hanna : (enregistrements audio d’archives) dans le rôle de Tom le chat et Jerry la souris (non crédité)
- George Ackles : Marshal
- Sean Burgos : Bumpy
- Trevor Devall : Duc
- Chris Edgerly : d’August Critchley
- Georgie Kidder : Scruffy
- Justin Michael : Bentley
- Kaitlyn Robrock (en) : Betty
- Isaac Robinson Smith : Zeb
- Kath Soucie : Tuffy
- Stephen Stanton (en) : Virgil
- Fred Tatasciore : Clem
- Kari Wahlgren : Duffy, Jane

### Voix françaises
- Jérémy Prévost : Clem
- Simon Koukissa-Barney : Bentley
- Sylvain Lemarié : Bumpy
- Diane Kristanek : Betty
- Stéphane Ronchewski : August Critchley
- Boris Rehlinger : Duke
- Caroline Combes : Tuffy
- Elia-Carmine Robbe : Scruffy
- Magali Rosenzweig : Duffy
- Angèle Humeau, Jérôme Pauwels, Raphaël Lamarque, Pamela Ravassard, Michel Mella, Jean-Michel Vaubien : voix additionnelles

## Sorties
Le film est sorti sur DVD et Digital le 25 janvier 2022. Sa première à la télévision a eu lieu sur Cartoon Network le 18 juin 2022, à 18 h, heure de l’Est/17 h, heure du Centre, puis a été diffusée sur HBO Max le lendemain,.